# Lorenzo Piani (Musiker)

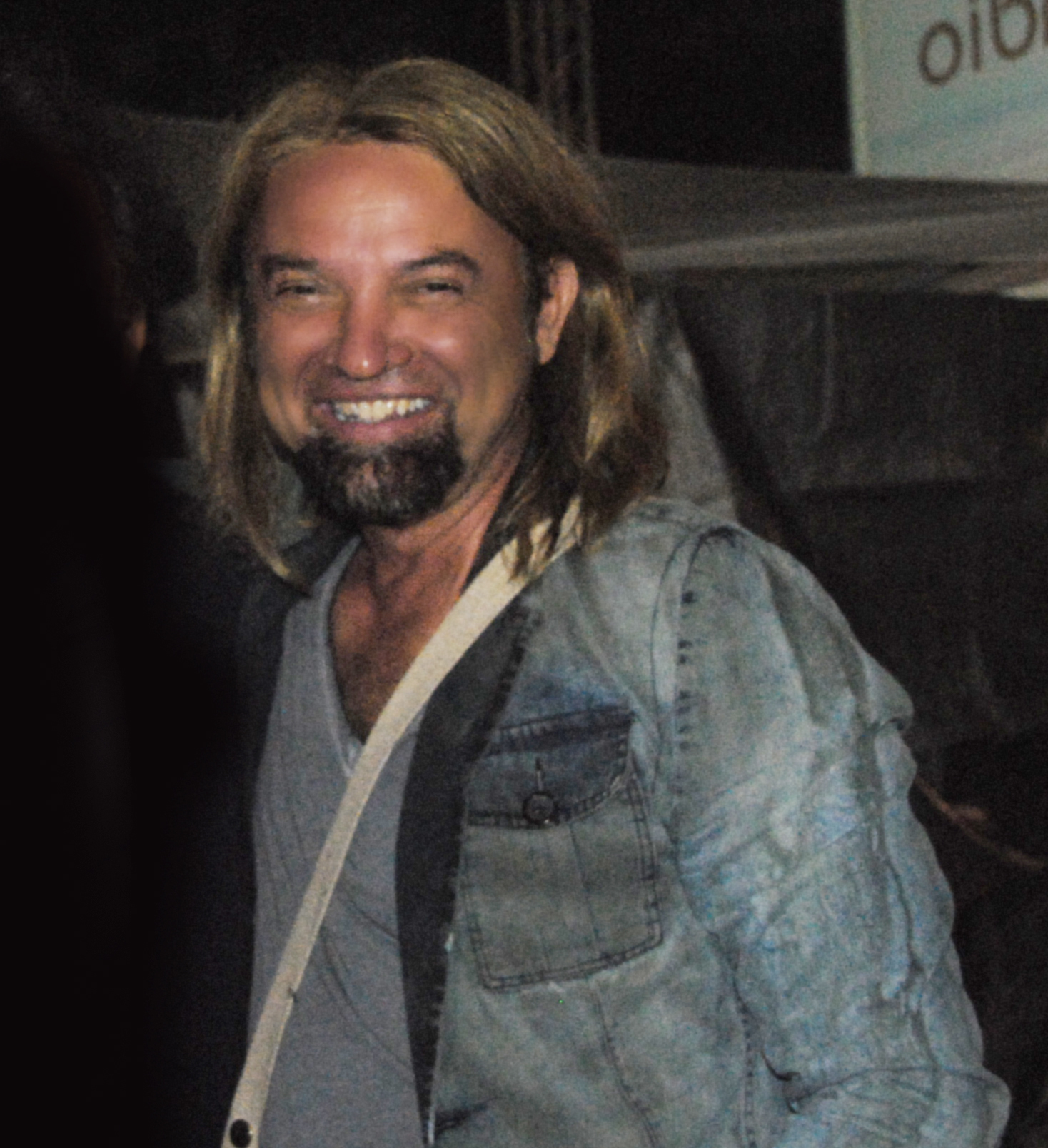
Lorenzo Piani 2012

Lorenzo Piani (bürgerlicher Name Lorenzo Piattoni; * 27. September 1955 in Giulianova, Provinz Teramo; † 14. August 2016 in Rimini) war ein italienischer Popsänger und -musiker.

## Leben
Nach dem Studium des klassischen Klaviers am Rossini-Konservatorium in Pesaro veröffentlichte er eine Single. Als Musiker trat er in vielen Ländern auf, auch bei König Hussein von Jordanien.
Im Jahr 1983 kehrte er nach Italien zurück, wo er als Komponist für das RAI-TV arbeitete. Er war beteiligt an Sendungen wie „Tandem“ und „Vediamoci sul 2“, präsentiert von Rita Dalla Chiesa und Fabrizio Frizzi. Zur gleichen Zeit schrieb er das Lied „Forza Rimini“ für den Fußball-Club der Stadt.
Im Frühjahr 1990 veröffentlichte er sein erstes Album, Sognatori Erranti, beim Label NAR. Der Song Vecchio Poeta ist produziert und realisiert mit dem klassischen Scarlatti Orchestra von Italien. 
Für sieben Jahre zog Lorenzo Piani dann nach Skandinavien (Dänemark, Norwegen, Schweden), wo er mit seiner Band in Clubs spielte. 1995 veröffentlichte er bei RTI Music die CD-Single The Train. 1998 publizierte RTI Music das Album VIVO-Feelings.
Im Jahr 2000 begann Lorenzo Piani ein neues Abenteuer als künstlerischer Leiter des Projekts Ballabellaradiofestival Talentscout. 
2008 leistete er eine wichtige Zusammenarbeit mit Brian Auger, der für das Album Sorpresi Dal Vento die Orgel spielte.
2011 veröffentlichte er sein fünftes Album mit dem Titel La Filosofia del CAM. CAM steht für Lebensmittel, Liebe und Musik. Eine massive Radio-Promotion brachte das Lied wochenlang in die Indie Music Charts.
Im Juli 2013 veröffentlichte Piani das Album 10 Ten.
Am 27. März 2015 wurde das Instrumental-Album SHADES OF MUSIC, eine Auswahl von Instrumentalstücken, die die verschiedenen Nuancen der Musik definiert, veröffentlicht.
Am 20. November 2015 wurde die Single SENZA UN SORRISO herausgegeben. Partner des Projekts war ein Star der Opernwelt, die sizilianische Sopranistin Desirée Rancatore.

## Diskografie

### 45 rpm
- 1983 Dolce Annie e Andrea un amico EMI Group

### 33 rpm
- 1990 Sognatori Erranti Nar/Dischi Ricordi

### CD Single
- 1992 Hvor sod du var SNDMUSIC/Audiosparx
- 1995 Il Treno RTI Music
- 2015 Senza Un Sorriso SNDMUSIC

### CD Album
- 1998 VivoFeelings RTI Music
- 2001 New version VivoFeelings Sony Music
- 2008 Sorpresi dal Vento SNDMUSIC
- 2011 La Filosofia del CAM SNDMUSIC
- 2013 10 Ten SNDMUSIC
- 2015 Shades of Music SNDMUSIC
- 2016 SensationS SNDMUSIC

### DVD Album
- 2006 Un Salto E Volo Lungometraggio musicale SNDMUSIC/EXA Media

### Compilations
- 2011 Italian Voices 1, 2, 3 und 4 SNDMUSIC/Audiosparx
- 2011 Sunny Pop Music vol.1 u. 3 SNDMUSIC/Audiosparx
- 2011 Summefeeling Popmusic vol.1 u. 3 SNDMUSIC/Audiosparx
- 2011 Pop International – Italo Vol 1 SNDMUSIC/Audiosparx
- 2011 Summer in the City – Popmusic Vol.1 u. 4 SNDMUSIC/Audiosparx
- 2011 Latin Pop Vocal 1 u. 3 SNDMUSIC/Audiosparx
- 2011 Summer Dreams 2 u. 3 SNDMUSIC/Audiosparx
- 2011 Fantasy Music 3 SNDMUSIC/Audiosparx
- 2011 Easy Listening Male Voices 1 SNDMUSIC/Audiosparx
- 2011 Family Music 3 2011 SNDMUSIC/Audiosparx
- 2011 European Rock and Pop 2 SNDMUSIC/Audiosparx
- 2011 Family Music 4 2011 SNDMUSIC/Audiosparx
- 2012 Summer Evening 2 SNDMUSIC/Audiosparx
- 2012 Inspired by Shakira 2011 SNDMUSIC/Audiosparx
- 2015 Vintage Plug 60: Session 66 - Pop, Rock, vol.5 SNDMUSIC
- 2015 Inspire by Shakira - The Best in Latin Pop SNDMUSIC